# Lane Chandler
Lane Chandler, nato Robert Chandler Oakes (Culbertson, 4 giugno 1899 – Los Angeles, 14 settembre 1972), è stato un attore statunitense.

## Biografia
Nacque in un ranch a Culbertson, nel Montana. Compì gli studi liceali a Helena, frequentando per un breve periodo anche il Montana Wesleyan College, per poi dedicarsi alla guida degli autobus. Negli anni venti si trasferì a Los Angeles, dove lavorò come meccanico di automobili, dopodiché intraprese la carriera cinematografica, specializzandosi nel genere western, ove portò le sue esperienze di vita reale nei ranch. Durante la sua carriera ottenne ruoli da protagonista al fianco di Clara Bow, Greta Garbo, Betty Bronson ed Esther Ralston. Morì il 14 settembre 1972 a Los Angeles, a 73 anni, per una malattia cardiovascolare.

## Filmografia parziale

### Cinema
- Guardie... arrestatemi! (Love and Learn), regia di Frank Tuttle (1928)
- Quello che donna vuole... (Red Hair), regia di Clarence G. Badger (1928)
- La squadriglia degli eroi  (The Legion of the Condemned), regia di William A. Wellman (1928)
- The Big Killing, regia di F. Richard Jones (1928)
- The First Kiss, regia di Rowland V. Lee (1928)
- Donna che ama (The Single Standard), regia di John S. Robertson (1929)
- The Forward Pass, regia di Edward F. Cline (1929)
- Il giustiziere del West (Sagebrush Trail), regia di Armand Schaefer (1933)
- Gli amori di Benvenuto Cellini (The Affairs of Cellini), regia di Gregory La Cava (1934)
- La banda dei razziatori (The Lawless Nineties), regia di Joseph Kane (1936)
- Una diligenza per l'ovest (Winds of the Wasteland), regia di Mack V. Wright (1936)
- Come On, Rangers, regia di Joseph Kane (1938)
- Man from Montreal, regia di Christy Cabanne (1939)
- The Great Plane Robbery, regia di Lewis D. Collins (1940)
- Pioneers of the West, regia di Lester Orlebeck (1940)
- Vento selvaggio (Reap the Wild Wind), regia di Cecil B. DeMille (1942)
- Riders of the Rio Grande, regia di Howard Bretherton e Albert DeMond (1943)
- Monsieur Beaucaire, regia di George Marshall (1946)
- Notte senza fine (Pursued), regia di Raoul Walsh (1947)
- L'amazzone domata (Northwest Stampede), regia di Albert S. Rogell (1948)
- Il fiume rosso (Red River), regia di Howard Hawks e Arthur Rosson (1948)
- Speroni e calze di seta (Two Guys from Texas), regia di David Butler (1948)
- Pistole puntate (Belle Star's Daughter), regia di Lesley Selander (1948)
- Io non t'inganno, t'amo! (I Love Trouble), regia di S. Sylvan Simon (1948)
- Sansone e Dalila (Samson and Delilah), regia di Cecil B. DeMille (1949)
- L'imboscata (Ambush), regia di Sam Wood (1950)
- La bambina nel pozzo (The Well), regia di Leo C. Popkin e Russell Rouse (1951)
- Sabbie rosse (Along the Great Divide), regia di Raoul Walsh (1951)
- La peccatrice di San Francisco (The San Francisco Story), regia di Robert Parrish (1952)
- Fulmine nero (The Lion and the Horse), regia di Louis King (1952)
- Per la vecchia bandiera (Thunder Over the Plains), regia di André De Toth (1953)
- Non sparare, baciami! (Calamity Jane), regia di David Butler (1953)
- Mani in alto! (Gun Belt), regia di Ray Nazarro (1953)
- L'indiana bianca (The Charge at Feather River), regia di Gordon Douglas (1953)
- La fine di un tiranno (Border River), regia di George Sherman (1954)
- Ritorno all'isola del tesoro (Return to Treasure Island), regia di Ewald André Dupont (1954)
- Canne infuocate (Shotgun), regia di Lesley Selander (1955)
- Terra infuocata (Tall Man Riding), regia di Lesley Selander (1955)
- Il cacciatore di indiani (The Indian Fighter), regia di André De Toth (1955)
- Il cavaliere senza volto (The Lone Ranger), regia di Stuart Heisler (1956)
- Vita di una commessa viaggiatrice (The First Traveling Salesday), regia di Arthur Lubin (1956)
- Quantrill il ribelle (Quantrill's Raiders), regia di Edward Bernds (1958)
- Una corda per il pistolero (Noose for a Gunman), regia di Edward L. Cahn (1960)
- Requiem per un pistolero (Requiem for a Gunfighter), regia di Spencer Gordon Bennet (1965)

### Televisione
- Sugarfoot – serie TV, episodi 1x08-1x18-2x02 (1957-1958)
- Maverick – serie TV, 9 episodi (1957-1962)
- The Restless Gun – serie TV, episodio 1x22 (1958)
- Indirizzo permanente (77 Sunset Strip) – serie TV, 5 episodi (1958-1963)
- Have Gun - Will Travel – serie TV, episodi 3x03-3x14-3x35-5x10 (1959-1961)
- Carovana (Stagecoach West) – serie TV, episodio 1x27 (1961)
- Gunslinger – serie TV, episodio 1x01 (1961)

## Galleria d'immagini

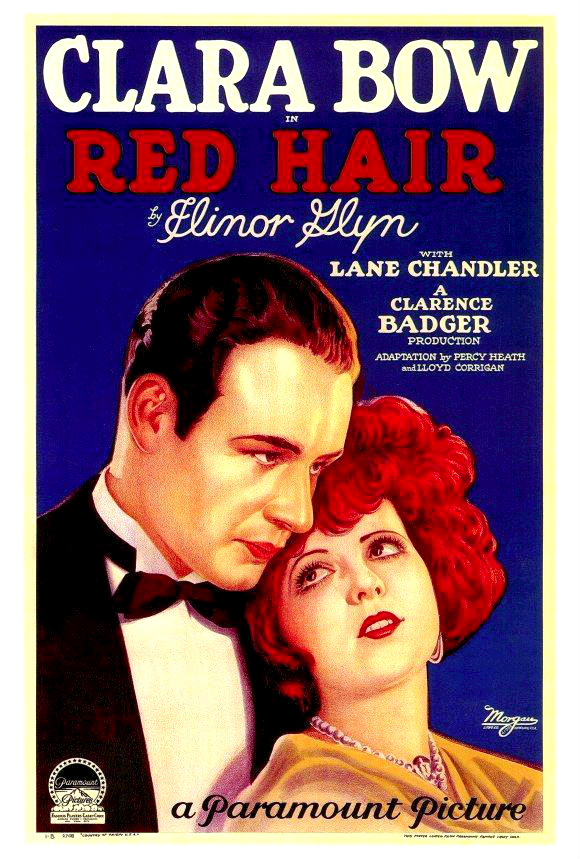
Quello che donna vuole... (1928)
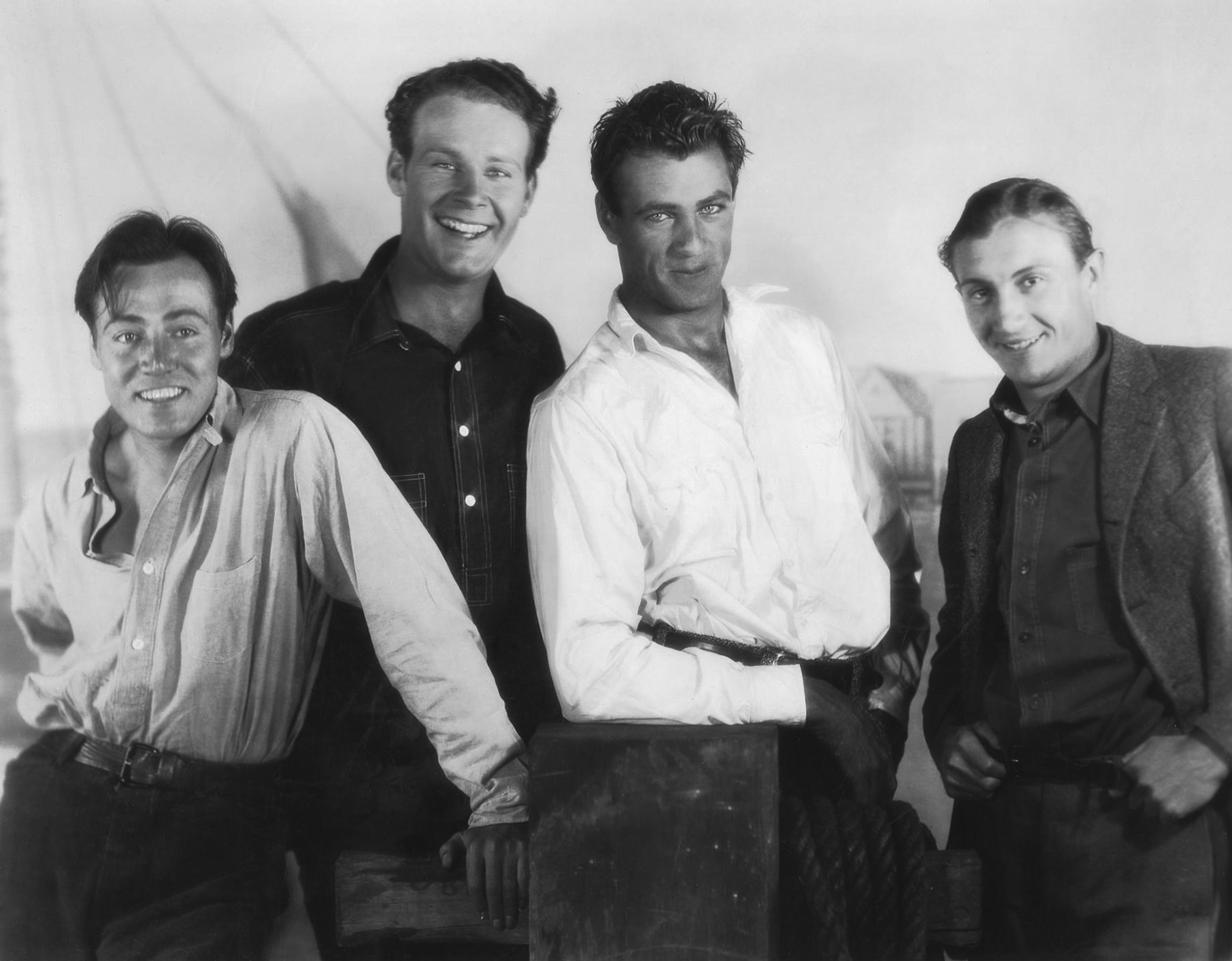
The First Kiss (1928)
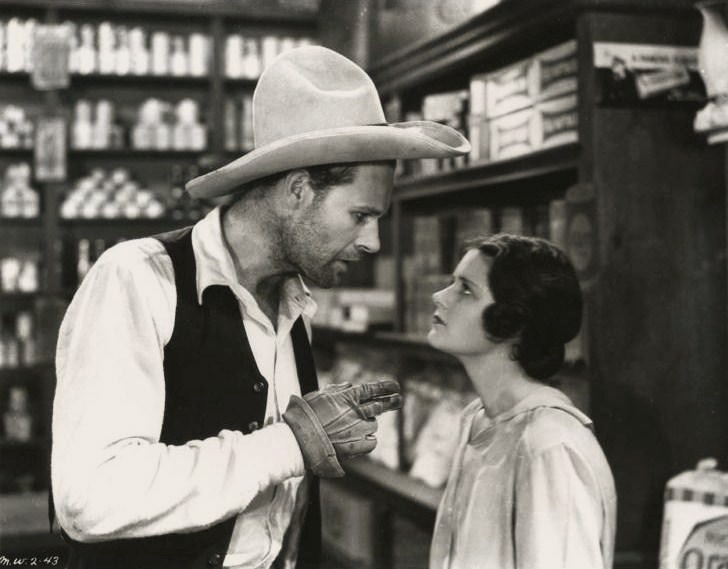
Il giustiziere del West (1933)
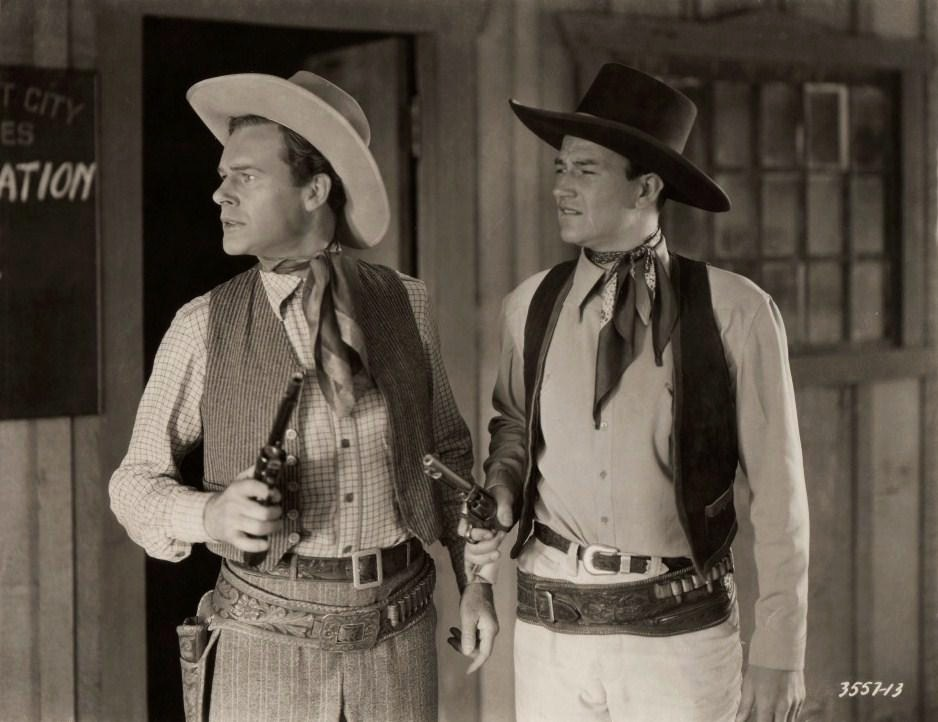
Una diligenza per l'ovest (1936)